# Inegalitatea Hölder
În analiza matematică, inegalitatea lui Hölder, care poartă numele matematicianului german Otto Hölder, reprezintă o relație fundamentală în cadrul spațiilor spațiilor Lp.
Fie S un spațiu măsurabil, și fie 1 ≤ p, q ≤ ∞ cu 1/p + 1/q = 1, iar f o funcție definită pe Lp(S) și g definită pe Lq(S).
Atunci fg parcurge L1(S) și
{\displaystyle \|fg\|_{1}\leq \|f\|_{p}\|g\|_{q}.}
Dacă S ={1,...,n}, obținem un caz particular al inegalității :
{\displaystyle \sum _{k=1}^{n}|x_{k}y_{k}|\leq \left(\sum _{k=1}^{n}|x_{k}|^{p}\right)^{1/p}\left(\sum _{k=1}^{n}|y_{k}|^{q}\right)^{1/q}}
valabilă pentru toate numerele reale (sau complexe) x1,...,xn, y1,...,yn.
Pentru p = q = 2, obținem Inegalitatea Cauchy-Schwarz.
Inegalitatea lui Hölder este utilizată pentru a demonstra inegalitatea triunghiului în spațiul Lp, în multe cazuri fiind denumită inegalitatea Minkowski, dar și pentru a demonstra că Lp este spațiul dual asociat lui Lq și aceasta dacă {\displaystyle p\neq 1}.

## Demonstrație
Faptul că funcția logaritm natural este o funcție concavă ne permite să scriem că, pentru orice numere reale strict pozitive a și b și pentru orice p și q pentru care {\displaystyle {\frac {1}{p}},{\frac {1}{q}}} sunt pozitive și au suma 1: {\displaystyle {\frac {1}{p}}\ln(a)+{\frac {1}{q}}\ln(b)\leq \ln({\frac {1}{p}}a+{\frac {1}{q}}b)}, sau folosind funcția exponențială: {\displaystyle a^{1/p}b^{1/q}\leq {\frac {1}{p}}a+{\frac {1}{q}}b.} (1) 
Să presupunem că {\displaystyle \sum _{k=1}^{n}|x_{k}|^{p}=\sum _{k=1}^{n}|y_{k}|^{q}=1.}
Luând {\displaystyle a=|x_{k}|^{p}} și {\displaystyle b=|y_{k}|^{q}} din inegalitățile de mai sus, apoi însumând pentru k de la 1 la n, obținem: {\displaystyle \sum _{k=1}^{n}|x_{k}y_{k}|\leq 1.} (2)
Acum să presupunem că {\displaystyle \sum _{k=1}^{n}|x_{k}|^{p}} și {\displaystyle \sum _{k=1}^{n}|y_{k}|^{q}} sunt nenule (adică cel puțin unul dintre {\displaystyle x_{k}} și cel puțin unul dintre {\displaystyle y_{k}} sunt nenule).
Punând {\displaystyle x'_{i}={\frac {x_{i}}{\left(\sum _{k=1}^{n}|x_{k}|^{p}\right)^{1/p}}}} și {\displaystyle y'_{i}={\frac {y_{i}}{\left(\sum _{k=1}^{n}|y_{k}|^{q}\right)^{1/q}}}} putem să aplicăm inegalitatea (2) cu acei coeficienți {\displaystyle x'_{i}} și {\displaystyle y'_{i}}, de unde obținem inegalitatea lui Hölder.
Acesta este evidentă dacă toți {\displaystyle x_{k}} și toți {\displaystyle y_{k}} sunt nuli.

## Generalizare
Această inegalitate se poate generaliza astfel:
Fie {\displaystyle {f}_{k}\in {L}^{p_{k}}(S)} cu {\displaystyle \sum _{k=1}^{n}1/p_{k}=1}, atunci:
Avem {\displaystyle {f}_{1}...{f}_{n}\in {L}^{1}(S)} și {\displaystyle \|f_{1}...f_{n}\|_{1}\leq \|f_{1}\|_{p_{1}}...\|f_{n}\|_{p_{n}}.}